# James Collins
|  | Per a altres significats, vegeu «James Collins (bàsquet)». |

James Collins (* Newport, Gal·les, 23 d'agost de 1983) és un futbolista gal·lès que juga de Defensa al West Ham United FC.

## Trajectòria de Clubs

### Cardiff City
Collins es va unir al Cardiff City FC com a aprenent l'agost de 2000, després de jugar a futbol local a la seva ciutat natal, Newport. Va debutar per Cardiff en un partit de la FA Cup contra els Bristol Rovers el novembre de 2000, on Cardiff guanyà 5–1, i va fer 86 aparicions en totes les competicions del Cardiff, marcant-hi sis gols. Va guanyar el premi Welsh Young Player of the Year el 2005.

## Internacional
Ha estat internacional amb la Selecció de futbol de Gal·les, ha jugat 34 partits internacionals i ha marcat 2 gols.

## Palmarès
| Club               | País       | Any       |
| ------------------ | ---------- | --------- |
| Cardiff City       | Gal·les    | 2000-2005 |
| West Ham United FC | Anglaterra | 2005-2009 |
| Aston Villa        | Anglaterra | 2009-2012 |
| West Ham United FC | Anglaterra | 2012-2015 |